# 伯萊尼鄉 (登博維察縣)
44°49′0″N 25°40′0″E / 44.81667°N 25.66667°E
伯萊尼鄉（羅馬尼亞語：Comuna Băleni, Dâmbovița），是羅馬尼亞的鄉份，位於該國南部，由登博維察縣負責管轄，面積61平方公里，海拔高度200米，2007年人口8,602，人口密度每平方公里140人。